# 국도 제209호선 (일본)

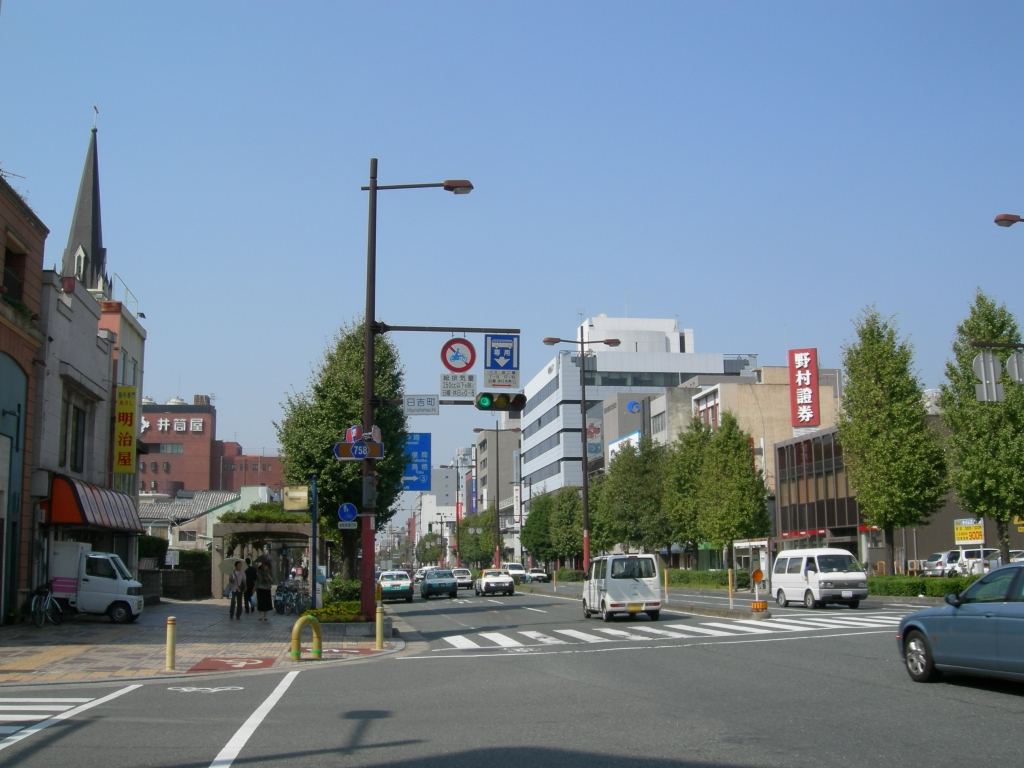
후쿠오카현 구루메시 히요시마치 부근

국도 제209호선(일본어: 国道209号)은 후쿠오카현 오무타시에서 구루메시까지 이어주는 총 연장 35.7 km이자 실제 연장 27.0 km인 일본의 일반 국도이다.

## 개요

### 노선 정보
일반 국도의 노선을 지정하는 정령에 근거하고 있는 기종점 및 경유지는 다음과 같다.
- 기점 : 오무타시 (유메이마치 교차로 : 208번 국도와 중복됨과 동시에 389번 국도와 501번 국도의 기점)
- 종점 : 구루메시 (히가시마치 교차로 : 3번 국도와 교차, 322번 국도의 종점, 325번 국도의 기점)
- 중간 경유지 : 후쿠오카현 미이케군 다카타정 (후쿠오카현) - 야마토군 세타가정 - 지쿠고시
- 총 연장 : 35.7 km
- 중용 연장 : 8.7 km
- 실제 연장 : 27.0 km
  - 현도 : 27.0 km
  - 구도 : 없음
  - 신도 : 없음
- 지정 구간 : 후쿠오카현 오무타시 유메이마치 2초메 1-12 ~ 후쿠오카현 구루메시 히가시마치 42-13

## 연혁
- 1953년 5월 18일 : 2급 국도 제209호 오무타 구루메 선(오무타시 ~ 구루메시)으로 지정 시행
- 1965년 4월 1일 : 1·2급의 구분이 없어지고 이와 동시에 일반 국도 제209호선으로 전향
- 2005년 12월 10일 : 쓰부쿠 바이패스(일본어판)가 완성됨과 동시에 구도는 시도로 전환됨

## 지리

### 통과하는 지자체
- 후쿠오카현
  - 오무타시 - 미야마시 - 지쿠고시 - 구루메시

### 통과하는 도로

#### 국도
- 국도 제208호선
- 국도 제389호선
- 국도 제501호선
- 국도 제443호선
- 국도 제442호선
- 국도 제264호선
- 국도 제3호선
- 국도 제322호선

#### 현도
- 후쿠오카현도·구마모토현도 제3호선
- 후쿠오카현도·구마모토현도 제5호선
- 구마모토현도·후쿠오카현도 제10호선
- 사가현도·후쿠오카현도 제15호선
- 후쿠오카현도 제786호선
- 후쿠오카현도 제727호선
- 후쿠오카현도 제782호선
- 후쿠오카현도 제785호선
- 후쿠오카현도 제726호선
- 후쿠오카현도 제780호선
- 후쿠오카현도 제94호선
- 후쿠오카현도 제714호선
- 후쿠오카현도 제776호선
- 후쿠오카현도 제725호선
- 후쿠오카현도 제791호선
- 후쿠오카현도 제774호선
- 후쿠오카현도 제715호선
- 후쿠오카현도 제96호선
- 후쿠오카현도 제724호선
- 후쿠오카현도 제706호선
- 후쿠오카현도 제793호선
- 후쿠오카현도 제84호선
- 후쿠오카현도 제86호선
- 후쿠오카현도 제722호선
- 후쿠오카현도 제89호선
- 후쿠오카현도 제755호선
- 후쿠오카현도 제753호선
- 후쿠오카현도 제758호선

#### 기타 도로
- 도시계획도로(일본어판) 도시계획도로 히가시아이카와 노부스마 선(일본어판)

### 교차하는 철도
- 가고시마 본선
- 큐슈신칸센 가고시마 루트(일본어판)
- 규다이 본선
- 니시테쓰 덴진오무타 선